# Hacker
En hacker er en person, der finder og udnytter svagheder i sikkerheden i et computersystem eller i et computernetværk. Denne betydning er en nyere udvikling, men den er næsten enerådende i pressen og i folkemunde. I subkulturer anvendes ordet primært om en dedikeret og opfindsom programmør, hvor den ondsindede pendant i stedet kaldes en cracker.

## Ordets anvendelse
Ordet "hacker" er i engelsk kendt fra tidligt 1200-tal, oprindelig brugt om person, der huggede træer etc. I betydningen "en, der tilvender sig ulovlig adgang til datasystemer" kendes ordet tilbage fra 1975.
I dag bruges begrebet "hacker" primært om forskellige typer computereksperter.[kilde mangler] Det bruges hovedsageligt i to forskellige betydninger:
1. En person der er entusiastisk og/eller særlig dygtig inden for sit fag. Det behøver ikke være relateret til computere, men er det ofte. F.eks. kan en programmør, der skriver meget kildekode til computerprogrammer, oftest i forbindelse med fri software blive udnævnt til at være hacker. Det behøver ikke være programmering hackeren er ekspert i, han eller hun kan også være hardware-hacker eller HMI-hacker for den sags skyld. I det hele taget vil en person, der er total opslugt af noget, og derfor meget dygtig til det, være aspirant til at være hacker. Dette er den oprindelige betydning af begrebet en hacker, også (men ikke kun) når ordet bruges i forbindelse med computere. Se hackerkultur.
2. En person som beskæftiger sig med computersikkerhed på en af de følgende måder:
  1. Black hat hacker: Synonymt med cracker.
  2. White hat hacker: sikkerhedseksperter, der tester IT-systemers sikkerhed, f.eks. ved at simulere cracker-angreb. Således er white hats opgave at finde sikkerhedshuller, så de kan lukkes, helst inden de misbruges.
  3. Grey hat hacker: Et hacker-kollektiv kaldet L0pht tog i slutningen af 1900-tallet udtrykket "grey hat" i brug.[2] Et eksempel på en såkaldt "grey hat hacker" kunne være, da "grey hat hackerne" "{}" og "Hardbeat" udnyttede et sikkerhedshul til at skaffe sig adgang til apache.org.[3] I stedet for at opføre sig, som de fleste kriminelle måske ville have gjort, valgte de i stedet at underrette Apache-gruppen om problemet.[4]

Eric Raymond har skrevet en introduktion til hvordan man bliver hacker.

## Historie
Som nævnt kommer begrebet hacker fra betydningen at være i stand til at fremstille møbler ved hjælp af en økse. For at gøre dette må man naturligvis kende sin økse godt, og være god til at bruge den. På samme måde må en computer-hacker have et omfattende kendskab til sit værktøj, nemlig computeren, hvilket nok var årsag til at udtrykket blev valgt i første omgang.
Hackerbegrebet blev formodentlig først brugt i forbindelse med moderne teknik af modeltog-klubben på MIT (Tech Model Railroad Club – TMRC). I TMRC designede man kompliceret styring til modeljernbaner, og et særligt snedigt system kaldte man et hack. I 1959 fulgte en række af medlemmerne MIT's første kursus i programmering og fik senere adgang til MIT's IBM 704 computer, og kort efter til en interaktiv TX-0 computer. Gruppens medlemmer blev hurtigt entusiastiske programmører, overførte begrebet hack til et særligt snedigt program, og begyndte at kalde sig TX-0 hackerne. Gruppen fik fra 1961 adgang til én af de første PDP-1 computere, som DEC havde foræret til MIT.
Kendte hackere fra den tidlige periode: Steve Piner og L. Peter Deutsch (som udviklede Expensive Typewriter), Bob Wagner (som udviklede Expensive Desk Calculator), Stephen Russell (som udviklede Spacewar, det første interaktive computerspil, med brug af kode fra Peter Samsons Expensive Planetarium), og Bill Gosper.
Der udviklede sig et særligt hacker miljø på MIT, specielt ved MIT's AI Lab og blandt brugerne af det CTSS time-sharing system som Project MAC udviklede. I årenes løb har en række personer forsøgt at holde denne tradition i hævd, f.eks. Richard M. Stallman (som var med på MIT's AI LAB oprindeligt) og Eric S. Raymond.
Tidligt i 1960'erne indførtes passwords på Project MAC's CTSS maskine, hvilket en del af hacker miljøet var modstandere af. Det blev en sport af omgå systemet (f.eks. at erstatte maskinen login-besked med "Project HACK"). Fra denne periode stammer muligvis anvendelse af hacker for en person der på en computer laver practical jokes og vandalisme.
Denne anden betydning af ordet hacker, blev senere populariseret i filmen "War Games" som i sin tid bragte fokus på computersikkerhed. Filmen var et stort hit efter datidens målestok, og kom kun få år før den første store Internetorm (RTM Ormen) lagde store dele af Internet ned i 1988. Filmen bruger ordet hacker om en af personerne i filmen, som har lagt en bagdør ind i et program. Hovedpersonen ser i filmen op til denne hacker.
I filmen er hovedpersonen en hacker i ordets negative betydning. Han bryder bl.a. ind i skolens computer og forbedrer sine kammeraters karakterer med mere. Han bliver fremstillet som en slags supermand der kan alt pga. sine evner med computeren. Begrebet hacker blev herefter i en periode kædet sammen med noget romantisk og fantastisk.
Romancen med IT-kriminaliteten førte bl.a. til at man en overgang talte om cybercowboys, inspireret af "Neuromancer", en science fiction-bog, der dyrker forestillingerne om en verden gennemsyret af teknik.
Pressen tog "hacker" til sig som betegnelse for folk som ulovligt bryder ind i computersystemer, og bruger det i dag næsten eksklusivt om IT-kriminelle. Mange mennesker kender kun ordet "hacker" i denne betydning i dag.
Hackerne brød sig imidlertid ikke om at blive betragtet som kriminelle, så derfor besluttede nogen af dem sig for at finde et andet ord for IT-kriminelle. Flere alternativer blev overvejet, og det endelige valg faldt på ordet "cracker". På dette tidspunkt havde den nye betydning af hacker dog i mellemtiden slået an hos den almene befolkning. Pressen som helhed ønskede ikke at skifte over til det nye ord. Ordet cracker er på trods af pressens modstand alligevel vundet noget frem, hovedsageligt i betydningen af at bryde kopibeskyttelser på computerprogrammer. Det er også muligt at downloade såkaldte "cracks" til computerprogrammer som f.eks. får et sharewareprogram til at køre længere eller bedre. Forskellen på hacks og cracks er, at cracks per definition er ulovlige. Et hack er f.eks. en smart og/eller "beskidt" ændring af et computerprogram med henblik på at udvide eller ændre dets virkemåde.
I nyere tid, har det vist sig at den oprindelige betydning modstår megen modvind. Mange hackere og aspirerende hackere (wannabe) holder stædigt fast betydning 1 af ordet, især inden for fri software- og open source-bevægelserne. To eksempler på brug af dette er Labitat og OSAA, to danske "hackerspaces", henholdsvis i København og Århus.

## Et spil
Mange "hackere", hacker for sjov. Det er som et spil for dem. De sætter sig et vanskeligt mål, ofte et som ingen praktisk anvendelse har. F.eks. var udviklingen af computersproget brainfuck et forsøg på at lave et Turing-komplet programmeringssprog med en meget lille compiler.

## Andre temaer

### Hacker-etik
En omdiskuteret, men velargumenteret etik der eksempelvis indbefatter at man deler sin kildekode, fordi det er til gavn for fællesskabet. Richard M. Stallmans GNU General Public License kan læses som et etisk og politisk manifest.

### Brug i sproget
Ordet hacker stammer fra det engelske sprog. Ordet bøjes dog på dansk, på samme måde som andre danske ord.
"Tomas hackede Ulrik", "Tomas hacker Ulrik", "Ulrik blev hacket af Tomas" "Tomas og de andre hackere, hackede Ulrik"